# Yolanda Ngarambe
Yolanda Ngarambe (ur. 14 września 1991 r.) – szwedzka biegaczka na średnim dystansie. Wygrała bieg na 3000 metrów podczas Drużynowych Mistrzostw Świata w Bydgoszczy w 2019 roku.. Jej matka pochodzi z Finlandii, ojciec zaś z Ugandy. .